# Миллион в мешке
«Миллион в мешке» — советский рисованный мультфильм Дмитрия Бабиченко 1956 года. Представляет собой сатиру на жадность и стяжательство. Премьера этого мультфильма состоялась на Центральном телевидении 10 октября 1956 года

## Сюжет
В сказочной стране жил очень богатый и скупой господин Миллион. В его огромном дворце с утра до вечера трудилась Девочка-служанка. Однажды Миллион кидал с балкона в бассейн корм золотым рыбкам и уронил с пальца кольцо. Девочка подобрала его, чтобы полюбоваться, но хозяин тут же поднял шум. Девочка убежала из дворца, а Миллион нанял сыщика Ищи-Свищи, чтобы тот нашёл «воровку» (Миллион так и не заметил, что напуганная Девочка уронила кольцо в бассейн, а значит, оно осталось на территории дворца). Сыщик выследил беглянку, которая успела к этому времени познакомиться с музыкантом Ре-Мажором (когда он играл на своей чудесной скрипке, всё расцветало) и художником Ультрамарином (всё, что он рисовал своими волшебными красками, становилось настоящим). Третьим другом Девочки стала чёрная собака Вакса, нарисованная художником.
Ультрамарин нарисовал дом, где поселилась вся компания. Тем временем Ищи-Свищи наблюдал за художником и музыкантом и обо всём донёс Миллиону. Тот приказал доставить краски и скрипку во дворец, желая нарисовать себе мешок с миллионом золотых монет. Сыщик вскоре выполнил приказ, но у Миллиона ничего не получилось: он не умел ни рисовать, ни играть на скрипке. Вообразив по глупости, что его обманули, злой богач позвонил начальнику полиции Тумбе и велел арестовать Ультрамарина и Ре-Мажора. Тумба бросился в погоню с сыщиком Ищи-Свищи и отрядом полицейских Тумбочек. В итоге Девочку поймали, а её друзья побежали следом во дворец и предстали перед Миллионом. Тот потребовал миллион золотых монет в качестве выкупа. Музыкант заиграл, а художник нарисовал под эту музыку огромный мешок с деньгами. Скряга стал требовать больше золота, и в огромном мешке стало 10 миллиардов. Тут Миллион, Ищи-Свищи и Тумба в нетерпении полезли за золотом. Ре-Мажор перестал играть — и мешок с жадинами стал просто картинкой на стене. Друзья развязали Девочку, а Ультрамарин замазал нарисованный мешок со злодеями чёрной краской, тем самым наказав жадного Миллиона.

## Съёмочная группа
- Сценарий — Владимира Сутеева

Обложка DVD-издания

- Режиссёр-постановщик — Дмитрий Бабиченко
- Художники-постановщики:
  - Витольд Бордзиловский, Пётр Репкин
- Композитор — Анатолий Лепин
- Оператор — Михаил Друян
- Звукооператор — Георгий Мартынюк
- Ассистенты режиссёра:
  - Ф. Гольдштейн, Борис Зелинский, Нина Майорова
- Художник — Владимир Соболев
- Художники-мультипликаторы:
  - Владимир Пекарь, Игорь Подгорский, Вячеслав Котёночкин, Константин Чикин, Геннадий Новожилов, Татьяна Таранович, Владимир Крумин, Борис Чани
- Художники-декораторы:
  - Гелий Аркадьев, Пётр Коробаев, Галина Невзорова, Вера Роджеро
- Стихи — Михаила Светлова
- Съёмочная группа приведена по титрам мультфильма.

## Роли озвучивали
- Николай Литвинов — Ультрамарин
- Георгий Милляр — господин Миллион
- Сергей Мартинсон — сыщик Ищи-Свищи / голос за кадром
- Маргарита Корабельникова — Девочка-служанка (нет в титрах)
- Юлия Юльская — Вакса (нет в титрах)
- Лев Шабарин — Ре-мажор (нет в титрах)

## Награды
- 1958 — Вторая премия по разделу мультипликационных фильмов на ВКФ в Москве.